# Airport Road Addition
Airport Road Addition – jednostka osadnicza w Stanach Zjednoczonych, w stanie Teksas, w hrabstwie Brooks.